# Parafia Krzyża Świętego w Szarowoli
Parafia Świętego Krzyża w Szarowoli – parafia rzymskokatolicka znajdująca się w dekanacie Tomaszów-Północ, w diecezji zamojsko-lubaczowskiej. 
Parafia została erygowana 16 lipca 1995 roku, dekretem ówczesnego biskupa zamojsko-lubaczowskiego Jana Śrutwę.
Do parafii należą wierni z następujących miejscowości: Pańków, Szarowola i Zamiany
Liczba mieszkańców: 1001.